# Saunders Island
L'île Saunders (en anglais : Saunders Island, en espagnol : Isla Trinidad) est située au nord-ouest de la Grande Malouine. C'est la quatrième plus grande île de l'archipel des Malouines.

## Administration
Les îles sont administrées par le Royaume-Uni dans le cadre du Territoire britannique d'outre-mer des îles Falkland. Elle est revendiquée par la République argentine, qui en fait une partie du Département des îles de l'Atlantique Sud dans la province de Terre de Feu, Antarctique et îles de l'Atlantique sud.

## Description
Son point culminant est le mont Richards (457 mètres). L'île a une superficie de 131,6 km2 et un littoral de 106,8 km. L'île se compose de trois péninsules reliées par d'isthmes étroits et de trois grandes zones de hautes terres. Elle fait environ 21 km d'est en ouest et presque cette même distance du nord-est au sud-ouest.

## Historique
Port Egmont sur l'île fut le site de la première colonie britannique, établie en 1765.
Ignorant la présence française à Port Saint Louis , en janvier 1765, le capitaine britannique John Byron explore et revendique l'île Saunders, à l'extrémité ouest des îles Falkland, où il nomme le port de Port Egmont, et navigue à proximité d'autres îles, qu'il revendique pour le roi George III. Une colonie britannique a été construite à Port Egmont en 1766. Toujours en 1766, l'Espagne a acquis la colonie française et, après avoir pris le contrôle effectif en 1767, a placé les îles sous un gouverneur subordonné à Buenos Aires.

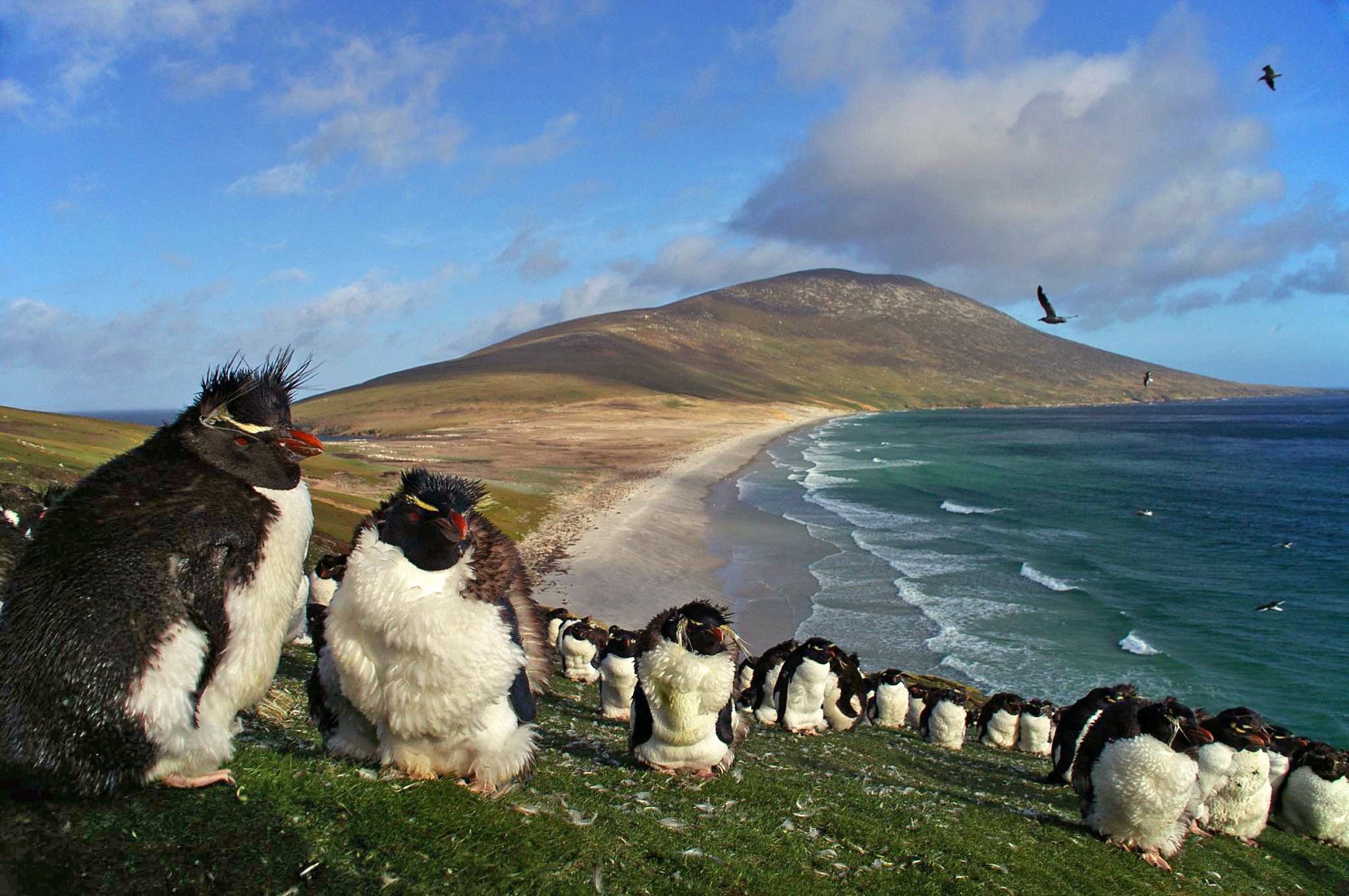
L'isthme du Neck avec les gorfous sauteurs

Lors de la crise des Malouines de 1770, cinq frégates espagnoles pénétrèrent dans le port et la petite force britannique dut se rendre. Cela a rapproché la Grande-Bretagne et l'Espagne de la guerre. En 1771, l'Espagne accepta d'abandonner Port Egmont aux Britanniques. En 1776, pour des raisons économiques, les Britanniques abandonnent Port Egmont. À cette époque, ils ont placé une plaque sur le site proclamant leur souveraineté sur les Malouines. La colonie actuelle de l'île, Saunders Island Settlement, se trouve sur la côte est et possède une piste d'atterrissage.
Il y a un bâtiment classé ici, connu sous le nom de Stone House. Il existe des structures permanentes à l'extérieur de la colonie avec chauffage, électricité et eau courante pour l'industrie touristique de l'île. Il y a un bâtiment pouvant accueillir huit personnes au Neck et un bâtiment supplémentaire pouvant accueillir quatre personnes appelé le Rookery Inn. L'île appartient actuellement à la famille Pole-Evans qui entretient la ferme de la colonie.

## Préservation du site

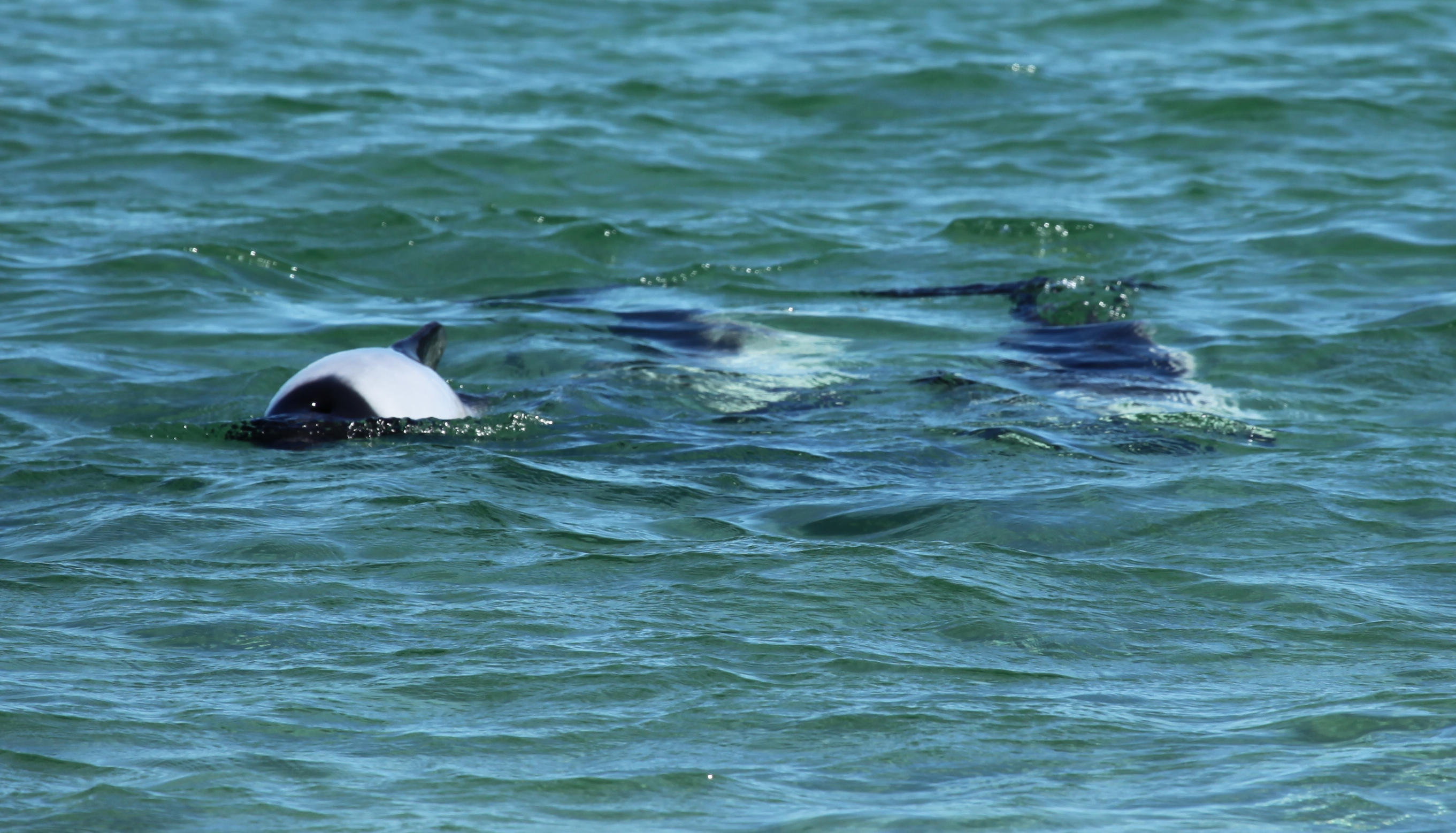
Dauphins de Commerson nageant près du rivage

Les problèmes de préservation comprennent le danger d'incendie, certaines zones sujettes à l'érosion près de la côte, le surpâturage et la présence de chats sauvages, de souris, de rats et de lapins. L'élimination de ces espèces introduites est peu probable dans un avenir proche en raison de la taille de l'île et de sa géographie variée.
Le cirse commun, introduit accidentellement sur l'île, est un problème; des volontaires de Falklands Conservation (en) continuent d'aider à contrôler sa et espèrent que la plante pourra éventuellement être éradiquée. Il y a une petite colonie reproductrice d' éléphant de mer du sud sur Elephant Point, tandis quun groupe de baleine franche australe entre dans les baies pour se reposer ou se nourrir.

## Zone ornithologique
Saunders Island a été identifiée par BirdLife International comme une zone importante pour la conservation des oiseaux.
Les oiseaux pour lesquels le site est d'importance pour la conservation comprennent : le brassemer des Malouines (250 couples reproducteurs), l' ouette à tête rousse, le manchot royal, le manchot papou (6700 couples), le gorfou sauteur (6900 couples), le gorfou doré (4200 couples), l'albatros à sourcils noirs (11 000 couples) et le petit mélanodère à sourcils blancs.
L'île est proche de la limite méridionale de l'aire de répartition du manchot de Magellan, tandis que le manchot papou va beaucoup plus au sud dans l'Antarctique. L'île abrite également le caracara austral presque menacé, qui s'associe étroitement aux abondantes colonies d'oiseaux de mer de l'isthme primaire de l'île pendant l'été austral.

## Galerie

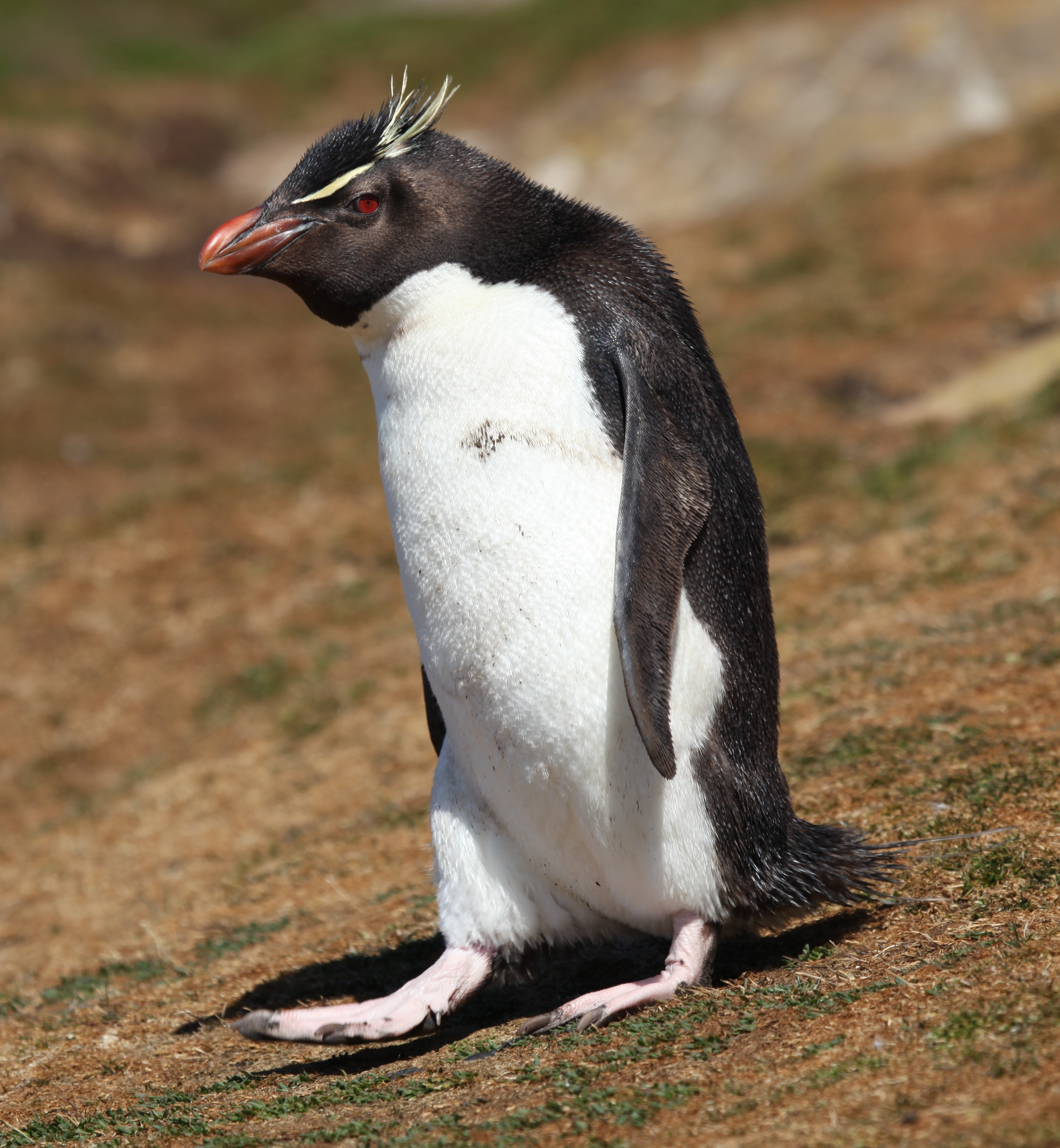
Gorfou sauteur
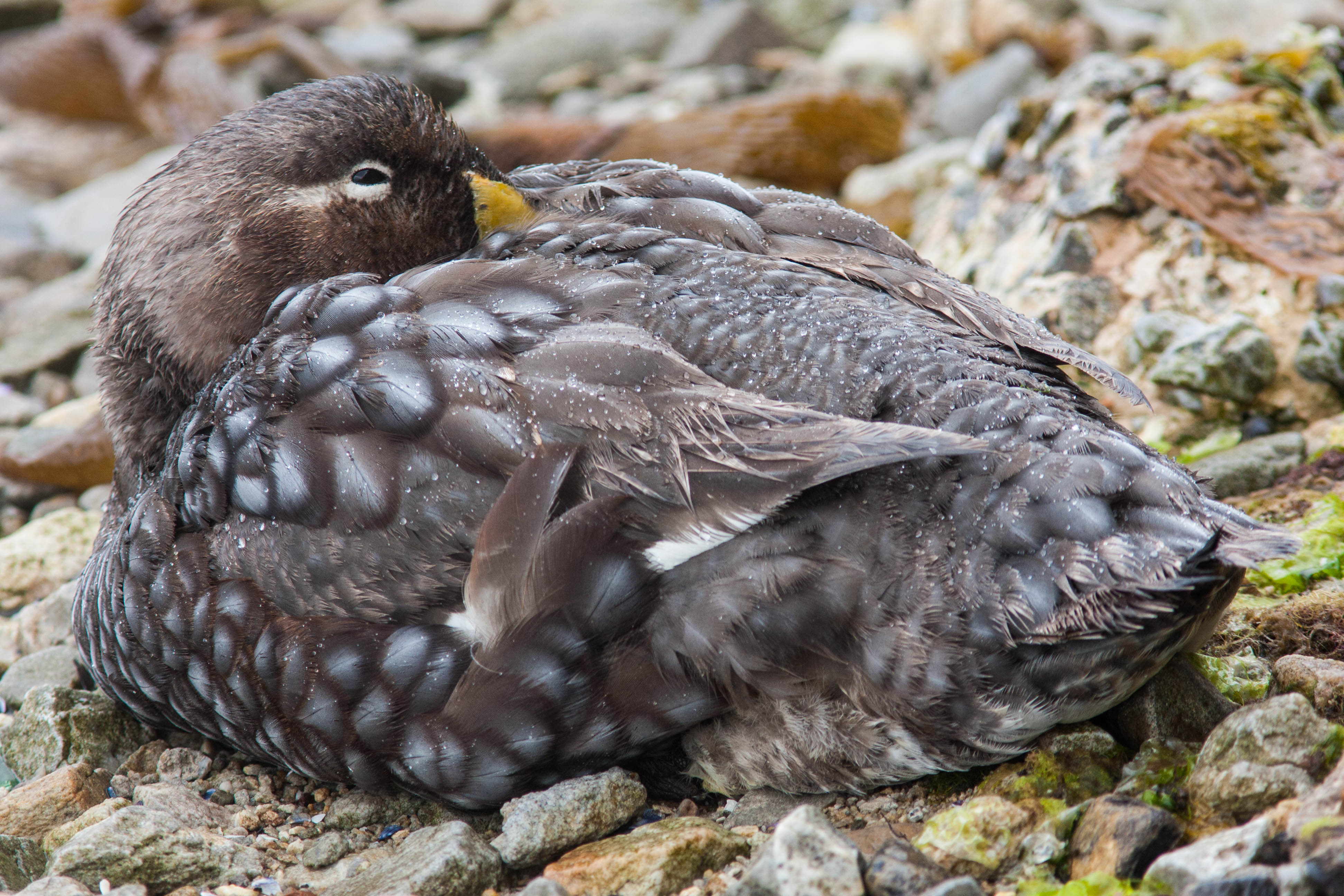
Brassemer des Malouines
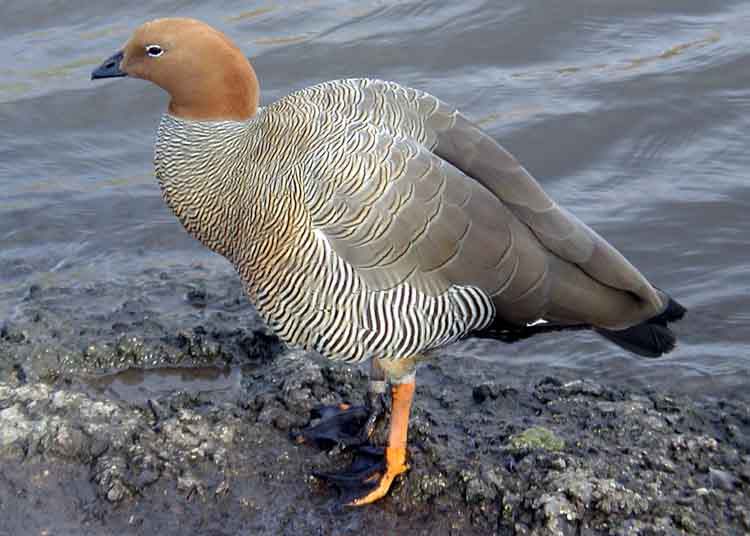
Ouette à tête rousse
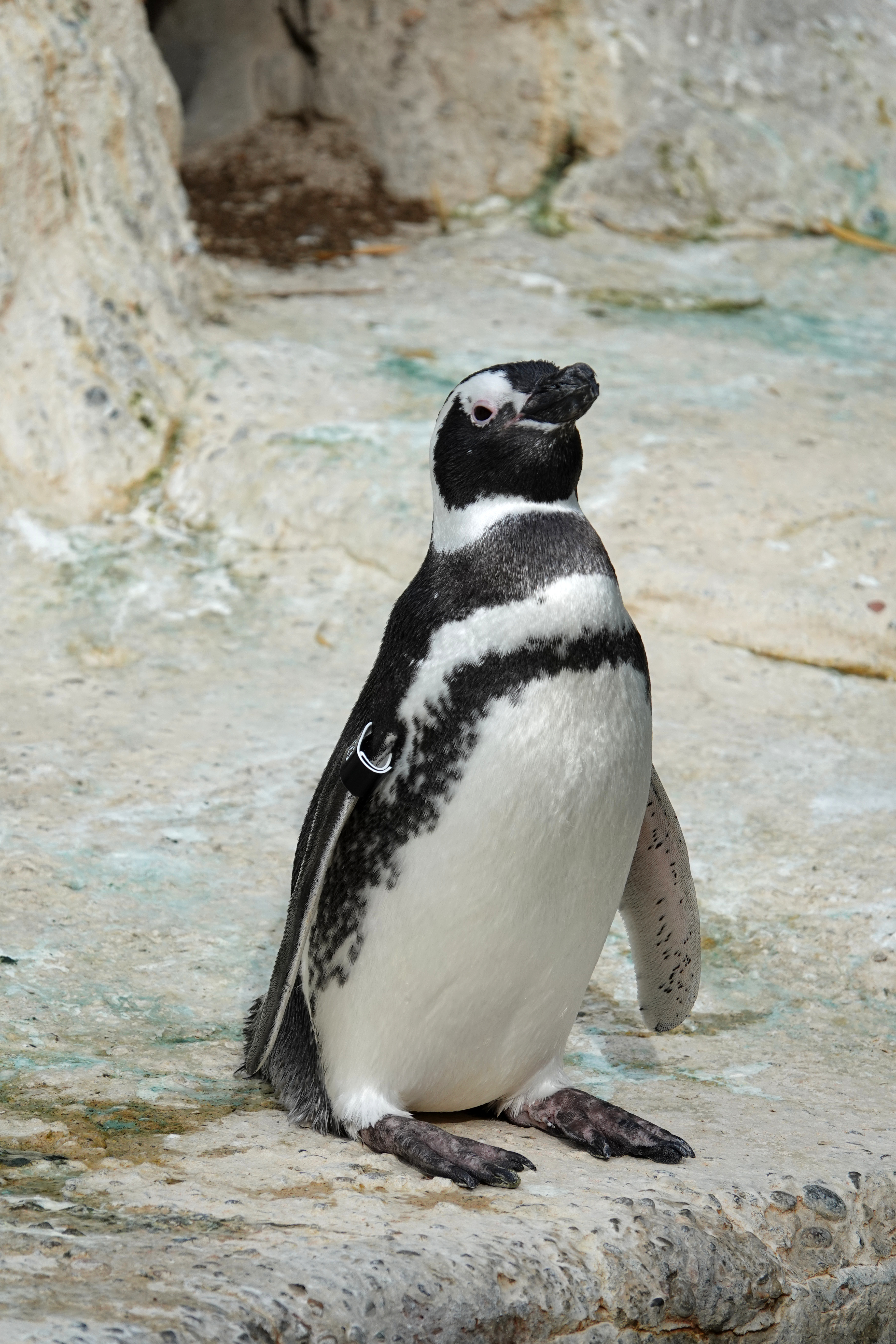
Manchot de Magellan
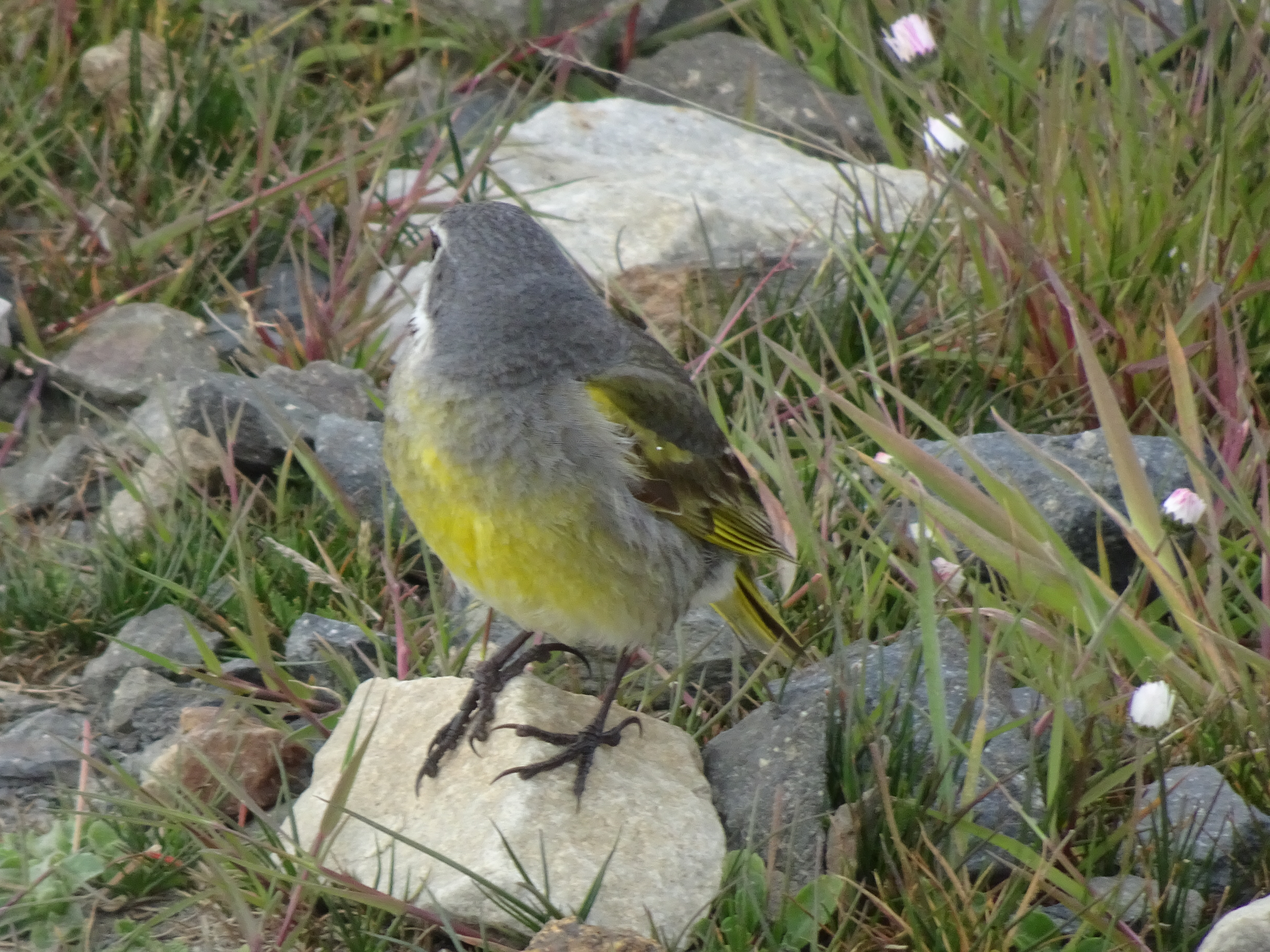
Mélanodère